# Carl Hayman
Carl Joseph Hayman (* 14. listopadu 1979 Ōpunake) je bývalý novozélandský ragbista, který hrál na pravém pilíři. Je považován za jednoho z nejlepších hráčů na svém postu.
Při své reprezentační premiéře za Nový Zéland se stal 1000. hráčem, který tuto zemi reprezentoval. Dohromady odehrál 46 zápasů a připsal si 10 bodů. Zvítězil s ní v letech 2005 až 2007 v Tri Nations. 
Od roku 2008 nehrál za novozélandskou reprezentaci, protože hrál v Evropě. V roce 2007 podepsal smlouvu s Newcastlem Falcons, který z něho udělal nejlépe placeného ragbistu světa. S klubem Toulon vyhrál francouzskou ligu (2014) a třikrát Evropský pohár mistrů (2013–2015).
V roce 2016 až 2019 asistentem trenéra francouzského klubu Pau, nicméně byl vyhozen za hádky s hráči. Byl obviněn za domácí násilí vůči své bývalé manželce. V červenci 2021 mu byla zjištěna demence. Je jedním z ragbistů, co se snaží bojovat za lepší ochranu vůči neurologickým onemocněním.

## Klubová kariéra[10]
- 1999 – 2007 Otago Highlanders
- 2007/08 – 2009/10 Newcastle Falcons
- 2010/11 – 2014/15 Toulon